# 1196 Sheba
1196 Sheba (1931 KE) là một tiểu hành tinh vành đai chính được phát hiện ngày 21 tháng 5 năm 1931 bởi C. Jackson ở Johannesburg (UO).